# Robin Juel Skivild
Robin Juel Skivild (Ryslinge, 21 agosto 2001) è un pistard e ciclista su strada danese che corre per il Team Odense.

## Palmarès

### Strada

#### Altri successi
- 2018 (Juniores)

Classifica scalatori Internationale Juniorendriedaagse
Classifica giovani Internationale Juniorendriedaagse
- 2019 (Juniores)

Classifica scalatori Internationale Juniorendriedaagse
- 2021 (Uno-X Dare Development Team)

Classifica scalatori Tour du Poitou-Charentes
- 2022 (Uno-X Dare Development Team)

Classifica scalatori Giro della Valle d'Aosta

### Pista
- 2019

Campionati danesi, Derny
- 2023

1ª prova Coppa delle Nazioni 2023, Inseguimento a squadre (Giacarta, con Tobias Hansen, Carl-Frederik Bévort e Rasmus Pedersen)
2ª prova Coppa delle Nazioni 2023, Inseguimento a squadre (Il Cairo, con Tobias Hansen, Carl-Frederik Bévort e Rasmus Pedersen)
- 2025

Campionati europei, Inseguimento a squadre

## Piazzamenti

### Competizioni mondiali
- Campionati del mondo su pista

Aigle 2018 - Inseguimento a squadre Junior: 6º
Aigle 2018 - Corsa a punti Junior: 3º
Francoforte sull'Oder 2019 - Inseguimento a squadre Junior: 8º
Francoforte sull'Oder 2019 - Americana Junior: 7º
Roubaix 2021 - Inseguimento a squadre: 4º
- Campionati del mondo su strada

Innsbruck 2018 - In linea Junior: 24º
Yorkshire 2019 - In linea Junior: 25º

### Competizioni europee
- Campionati europei su pista

Grenchen 2021 - Corsa a eliminazione: 22º
Grenchen 2021 - Inseguimento individuale: 14º
Monaco di Baviera 2022 - Inseguimento a squadre: 2º
Monaco di Baviera 2022 - Inseguimento individuale: 11º
Monaco di Baviera 2022 - Americana: 8º
Heusden-Zolder 2025 - Inseguimento a squadre: vincitore
- Campionati europei su strada

Trento 2021 - In linea Under-23: ritirato